# 切断ガンマ分布
切断ガンマ分布 (せつだん-ぶんぷ) は連続型の確率分布であり、ガンマ分布において確率変数 x の定義域を上下に有界 (0 ≤ x ≤ z) にしたものである。

## 定義と性質
切断ガンマ分布の確率密度関数は以下で定義される。
{\displaystyle f(x;k,\theta ,z)={\frac {x^{k-1}\exp(-x/\theta )}{\int _{0}^{z}t^{k-1}\exp(-t/\theta )\,dt}},~0\leq x\leq z}

## モーメント
切断ガンマ分布の r 次のモーメントは以下で与えられる。
{\displaystyle \mu _{r}'(X)={\frac {\theta ^{\gamma }\Gamma _{z/\theta }(k+\gamma )}{\Gamma _{z/\theta }(k)}}}
ここで Γx(a) は不完全ガンマ関数であり、
{\displaystyle \Gamma _{x}(a)=\int _{0}^{x}u^{a-1}\exp(-u)\,du}
である。